# Plectania melaena
Plectania melaena är en svampart som först beskrevs av Elias Fries, och fick sitt nu gällande namn av Paden 1982. Plectania melaena ingår i släktet Plectania och familjen Sarcosomataceae.   Inga underarter finns listade i Catalogue of Life.
I den svenska databasen Dyntaxa används istället namnet Pseudoplectania melaena för samma taxon.  Arten är reproducerande i Sverige.